# Колиндянський палац-замок

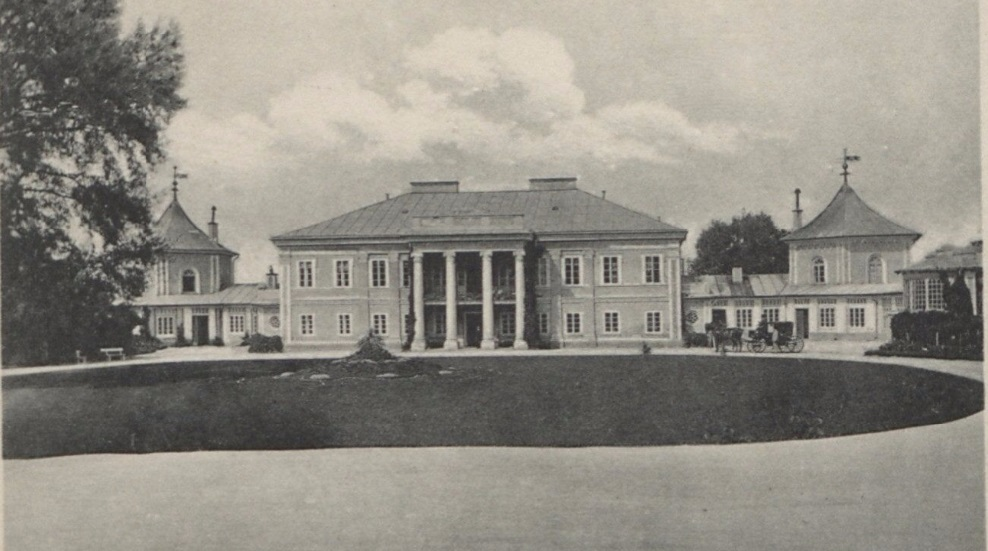
Замок Володийовських

Колиндянський палац-замок — історична будівля в селі Колиндянах Тернопільської области. Пам'ятка архітектури місцевого значення.

## Відомості
Дідичами Колиндян були Володийовські, які подарували населений пункт домініканцям.
На високому березі Нічлави Володийовськими вибудуваний оборонний замок. Який замок мав вигляд — невідомо. У 1840 році він перебудований на палац, який складався з трьох частин: з центральної, до якої примикали з двох боків значно змодернізовані замкові башти. Замок-палац зруйнований у час Першої світової війни. Його намагався пізніше відбудувати останній власник — Людвік Городиський.
Палац оточував кількагектарний ландшафтний парк.
За часів УРСР у палаці була початкова школа, а від 1977 — заводська.